# Bazzania sauropoda
Bazzania sauropoda là một loài Rêu trong họ Lepidoziaceae. Loài này được D. Meagher mô tả khoa học đầu tiên năm 2005.